# Cornelis van Hombroek
Cornelis van Hombroek (1709 – 1787) was een rijke industrieel uit Dordrecht die, na de dood van Bregje van Ghesel, de heerlijkheid Asten als beleggingsobject kocht, samen met zijn Dordtse collega Jan van Nievervaart. Zij bezaten de heerlijkheid van 1750 tot 1790.
Ook nu was het kasteel Asten weer onderhoudsbehoeftig en in 1754 werd opnieuw een uitgebreid rapport opgemaakt. Zij splitsten de voorburcht en konden zo twee pachtsommen innen.
In 1768 hadden de heren een conflict met de bevolking. Als zij namelijk woeste grond verkochten wilden zij, dat de koper hierover een jaarlijkse belasting zou betalen. Hier kon de Raad van State reeds zijn macht doen gelden en het gezag van de heren enigszins aan banden leggen.
Zij hadden ook een conflict met de plaatselijke parochie, die in 1773 aan de Staten-Generaal een verzoek deed om het huis van de pastoor te mogen kopen, buiten de heren van Asten om. Deze voelden zich gepasseerd, maar uiteindelijk werd een compromis bereikt.
In 1789 wilden een aantal Astense notabelen een botermarkt met waag en een nieuw stadhuis bouwen. De heren moesten toen al rekening met de wensen van de bevolking houden, terwijl ook de mening van de pastoor ertoe deed.
In 1790 werd de heerlijkheid gekocht door Antonia Papegaaij, Cornelis van Nievervaart en Martinus van Nievervaart, die van 1790-1811 eigenaar waren van het kasteel.